# Koos Koets
Koos Koets is een personage gespeeld door Kees van Kooten. Koos is een oudere jongere, oftewel een persoon die officieel gezien geen jongere meer is, maar zich nog wel zo voelt. Koos lijkt met zijn lange haren en zijn intonatie ietwat op een hippie. Drugsgebruik komt regelmatig bij Koets voor, evenals bij zijn vaste kompaan Robbie Kerkhof (gespeeld door Wim de Bie).

## Televisieoptredens
Koos Koets komt voor het eerst op televisie op 23 december 1984. Op 10 november 1985 doet hij in zijn woonplaats Juinen een oproep voor alle oudere jongeren. Hierdoor komt hij voor het eerst in contact met Robbie Kerkhof. Qua uiterlijk is Robbie zijn tegengestelde: gemillimeterd haar en een lange jas. Ook heeft Robbie een slecht verzorgd gebit en is hij niet relaxed, maar een drukke robbedoes. Robbie is wat kindser dan Koos, en ook wat luidruchtiger en trager van begrip, zodat Koos weleens een beetje moe van hem wordt. In dezelfde uitzending nog richten beide vrienden Stichting Morekop ("Omdat wij more in de kop hebben dan jonge jongeren") op, een stichting voor oudere jongeren en proberen ze subsidie te krijgen. Dat verloopt niet erg gladjes. In latere uitzendingen van het duo Van Kooten en De Bie bespreken ze samen regelmatig toestanden omtrent het nieuws. Het drugsbeleid komt daar ook regelmatig bij aan de orde. Koos verschijnt vaak ook solo in de programma's, terwijl Robbie slechts een enkele keer zonder Koos verschijnt.
Tijdens de jaren van Keek op de Week (1988-1993) zong Koos Koets regelmatig een liedje met eigen begeleiding (mondharmonica, lege blikjes en een eiersnijder) en werd hij een aantal keer geïnterviewd door Louk Hobbema. Koets kwam vooral naar boven als het onderwerp 'drugs' die week in het nieuws geweest was. Zo stelde hij ter discussie of een aangekondigde marihuana-verbranding wel had plaatsgevonden in het Rijnmondgebied, omdat hij daar op dat moment was en niets geroken had ("terwijl, één joint in een huis ruik je al, dus 45000 kilo marihuana had ík moeten ruiken!"). Verder deed hij (met het poeder nog onder zijn neus) de aankondiging geen cocaïne meer te zullen snuiven, dit in verband met het spekken van het fortuin van Desi Bouterse. Ook poneerde hij daar de mening dat de politici allemaal geestverruimende middelen gebruiken, maar dat ze dat pas in biografieën ("jaaaaren na dato, weetjewel?") toegeven.
Tijdens de Golfoorlog wordt hij geconfronteerd met het voornemen van Robbie Kerkhof om het leger in te gaan (item over de wervingscampagnes die toen aan de gang waren). Hij laat Robbie zijn zegje doen en als deze vertrokken is, verkreukelt hij de aanmeldingsbon: "...ik zal deze bon maar onschadelijk maken, want anders lukt het die stakker nog ook. Want op dit moment is volgens mij iedere gek welkom in het Nederlandse leger! Tjeemigdepemig..."

## Cd
Op de cd Van Kooten en De Bie willen niet dood is te horen hoe Koos als dj werkzaam is bij Radio Morekop, een omroep voor de oudere jongeren. Ook blijkt hij in de uitzending van 22 maart 1998 directeur van Morekop TV, waarbij hij zich erover beklaagt dat hij geen omroepconcessie heeft gekregen en BNN wel. Dit is tevens het laatste optreden van Koos Koets op televisie. Wel zou Van Kooten Koos Koets hierna incidenteel opvoeren in zijn column in het Vlaamse tijdschrift Humo. Op de cd De Typeplanner uit 2005 staat ook een track met Koos en Robbie.